# NATO-Geheimarmeen in Europa
NATO-Geheimarmeen in Europa. Inszenierter Terror und verdeckte Kriegsführung (englischer Originaltitel: NATO’s Secret Armies. Operation Gladio and Terrorism in Western Europe) ist der Titel der Dissertation des Schweizer Historikers und Publizisten Daniele Ganser über NATO-Stay-behind-Organisationen. Er legte sie 2001 in englischer Sprache als Qualifikationsarbeit am Historischen Seminar der Universität Basel unter Betreuung von Georg Kreis vor. Sie wurde mit der Note «insigni cum laude» bewertet. 2005 erschien das Werk beim Londoner Verlag Frank Cass mit einem Vorwort des amerikanischen Sicherheitsforschers John Prados. Die deutsche Übersetzung wurde 2008 bei Orell Füssli mit einem Vorwort von Gansers Doktorvater Georg Kreis veröffentlicht.
2005/06 wurden mehrere Rezensionen in wissenschaftlichen Fachzeitschriften veröffentlicht. Der Schriftsteller und Journalist Raul Zelik rezensierte die deutsche Ausgabe in der taz.am Wochenende und der Historiker Gregor Schöllgen in der Frankfurter Allgemeinen Zeitung.
Eine ausführliche Auseinandersetzung mit Gansers Thesen findet sich im Wikipedia-Artikel-Abschnitt Stay-behind-Organisation#Forschung.

## Ausgaben
(in verschiedene Sprachen übersetzt)
- NATO-Geheimarmeen in Europa. Inszenierter Terror und verdeckte Kriegsführung. Aus dem Englischen übersetzt von Carsten Roth, Orell Füssli, Zürich 2008, ISBN 978-3-280-06106-0.
- Gekürzte Lesefassung: NATO-Geheimarmeen in Europa. Inszenierter Terror und verdeckte Kriegsführung. 6 CDs, ABOD Verlag, München 2015, ISBN 978-3-95471-450-6. (Sprecher: Markus Böker)

## Wissenschaftliche Rezensionen (Auswahl)
Print
- Philip H. J. Davies: Review of Ganser, NATO’s Secret Armies. In: Journal of Strategic Studies 28 (2005) 6, S. 1064–1068.
- Peer Henrik Hansen: Review of Ganser, NATO’s Secret Armies. In: Journal of Intelligence History 5 (2005) 1, S. 110–113.
- Lawrence S. Kaplan: Review of Ganser, NATO’s Secret Armies. In: International History Review 28 (2006) 3, S. 685–686.
- Dieter Krüger: Buchbesprechung von Ganser, NATO’s Secret Armies. In: Militärgeschichtliche Zeitschrift 65 (2006) 1, S. 342–346.
- Olav Riste: Review of Ganser, NATO’s Secret Armies. In: Intelligence and National Security 20 (2005) 3, S. 550–551.

Online
- Tobias Hof: Rezension von: Daniele Ganser: Nato-Geheimarmeen in Europa. Inszenierter Terror und verdeckte Kriegsführung. Mit einem Vorwort von Georg Kreis. Aus dem Englischen übersetzt von Carsten Roth, 2. Auflage. Orell Füssli Verlag, Zürich 2008, in: sehepunkte 9 (2009), Nr. 4 [15. April 2009].
- Bernd Stöver: Rezension zu: Daniele Ganser: NATO-Geheimarmeen in Europa. Inszenierter Terror und verdeckte Kriegsführung. Zürich 2008, in: H-Soz-Kult, 26. Januar 2009.